# Топонимия Финляндии

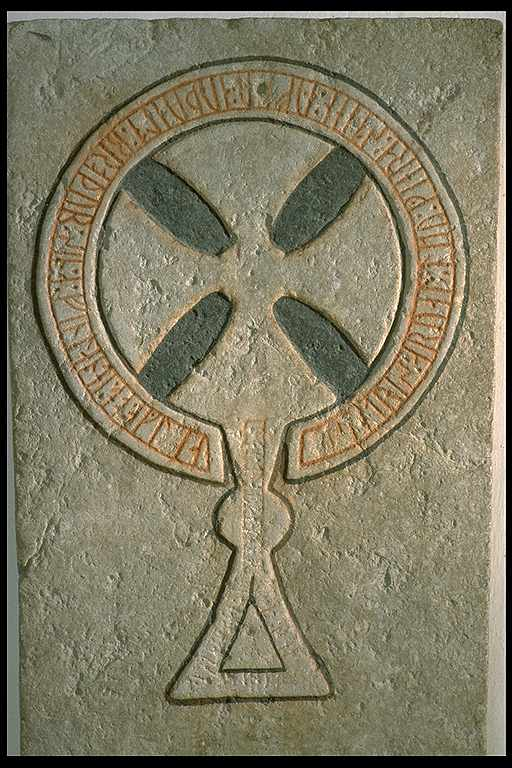
Камень с острова Готланд с надписью finlandi

Топонимия Финляндии — совокупность географических названий, включающая наименования природных и культурных объектов на территории Финляндии.
По оценке В. А. Жучкевича, топонимия Финляндии значительно отличается от топонимии других стран Северной Европы прежде всего в лингвистическом плане. Здесь сложились свои топонимические типы и модели, для которых характерны составные названия. Так, для финских топонимов характерно присоединение к имени собственному наименования номенклатурного класса географического объекта, например, названия рек состоят из собственного имени и слова -йоки («река»): Ивала-йоки, Коми-йоки, Симо-йоки.

## Название страны
Название страны — «Финляндия» — в русском и многих языках происходит от шведского Finland («земля охотников» — от древнескандинавского fin — «охотник», и шведского land — «земля, страна»). Самые ранние письменные упоминания этого топонима относят к XI веку; на двух камнях с руническими письменами, найденных на территории современной шведской провинции Уппланд, имеется надпись finlonti (U 582). Аналогичный камень G 319, датируемый XIII веком, был найден на шведском острове Готланд и имеет надпись finlandi. В Саге об Инглингах (XIII век), написанной на древнеисландском языке, также упоминается топоним в форме Finnland.
Название страны на финском языке — Suomi. Впервые оно упоминается на страницах новгородских летописей в форме Сумь (с начала XII века). Существует несколько версий происхождения этого названия. Согласно одной из них, топоним происходит от названия некогда существовавшей местности Suomaa (фин. suo «болото», maa «земля»; дословно: «земля болот»). Переселенцы из этой области перенесли название своей родины в юго-западную Финляндию, которая стала называться Suomi. Другая версия гласит, что «суоми» — это искажённое «саами» — самоназвание народа, жившего здесь до прихода финских племён.

## Формирование топонимии

### Исторические аспекты
Исторически формирование топонимии Финляндии происходило из трёх источников: собственно финно-угорские топонимы (финским языком владеет примерно 93 % населения), топонимы шведского происхождения и топонимы, происходящие от саамских языков.
Происхождение ряда старейших топонимов Финляндии, таких как гидронимы Пяйянне, Сайма, Иматра и Кейтеле, до настоящего времени точно не установлено. Это породило, в частности, гипотезу, что они могут происходить от некоего неизвестного языка. На всей территории страны можно найти субстрат архаичных названий саамских племён. Большинство топонимов Финляндии можно признать имеющими архаическое или диалектное финское происхождение. Во многих случаях финский субстрат может встречаться в шведских географические названиях, и наоборот. Поскольку урбанизация страны проходила в период, когда Финляндия входила в состав Швеции и шведский язык был фактически единственным официальным языком, названия многих муниципалитетов и городов сохранились только в их шведской форме. Другие субстраты в топонимии Финляндии включают финский, балтийский, германский и славянский пласты в нескольких хронологических слоях.

### Особенности образования топонимов в финской грамматике
В финской грамматике некоторые топонимы получают внешние суффиксы, особенно это касается гидронимов. Например, топоним Сейняйоки (фин. Seinäjoki) обозначает и город, и реку, но Seinäjoella означает либо «на реке Сейняйоки», либо «в городе Сейняйоки», а Seinäjoessa означает — в или под рекой Сейняйоки. Другие топонимы имеют внутренние локальные суффиксы, как, например, Helsingissä (что означает: «в Хельсинки» — изменённая форма названия города).
Основные топоформанты Финляндии: йоки — «река», лахти — «бухта», мяки — «холм», коски — «порог», ярви — «озеро», суо — «болото, заболоченное озеро», ранта — «берег», селькя (буквально «спина») — «возвышенность», маа — «земля», саари — «остров», линна — «крепость» и др..

## Топонимическая политика

Лингвистическая карта регионов Финляндии
моноязычные - финский язык
двуязычные - финский - язык большинства, шведский -язык меньшинства
двуязычные - шведский - язык большинства, финский -язык меньшинства
моноязычные - шведский язык
двуязычные - финский - язык большинства, саамские -языки меньшинства

Вопросами стандартизации географических названий Финляндии в стране занимаются Институт исконных языков Финляндии и Национальная земельная служба.
Государственный Закон о языках 2003 года делит муниципалитеты Финляндии на три группы: моноязычные финские, моноязычные шведские и двуязычные. Муниципалитет является моноязычным, если менее 8 % его жителей владеют языком меньшинства и численность языкового меньшинства составляет менее 3 тысяч человек. Другие муниципалитеты являются двуязычными. Таким образом, в настоящее время на всей территории Финляндии, за исключением Аландских островов, официальными языками являются финский и шведский. Аландские острова имеют один официальный язык — шведский. На материке носители шведского языка компактно проживают в регионах Остроботния, Уусимаа и вокруг Турку. Северносаамский, инари-саамский и колтта-саамский языки являются полуофициальными в Саамском регионе Финляндии.
Закон о языках требует, чтобы в двуязычных муниципалитетах все топонимы имели как финский, так и шведский варианты. Кроме того, многие моноязычные финские муниципалитеты имеют официальное шведское название и наоборот. Муниципалитеты имеют право самостоятельно определять своё наименование, но до принятия официального решения они должны проконсультироваться с Институтом исконных языков Финляндии.
Наиболее динамично развивающимся является столичный регион Финляндии, что порождает проблему своевременой разработки названий для вновь появляющихся объектов. Эта задача осложняется ещё и тем, что в двуязычных муниципалитетах необходимо разрабатывать топонимы сразу на двух языках.
Институт исконных языков Финляндии выработал рекомендации по разработке новых топонимов. Основной принцип — использовать топонимы, которые уже используются, и адаптировать их в соответствии с современными языковыми нормами. Поскольку «старый» топоним для второстепенного места, например поля, часто существует только на одном языке, их следует переводить с осторожностью. Следует переводить на второй язык только те названия, которые имеют идентифицируемое значение. Если топоним уже существует на обоих языках, следует использовать существующие формы. Если прямой перевод названия неосуществимым и на другом языке отсутствует топоним, то топоним следует использовать в его первоначальном виде. Личные имена не подлежат переводу. Однако, если существующее имя непригодно для использования на другом языке по фонетическим или грамматическим причинам, может быть разработано новое название.
Особый случай разработки топонимов — когда два муниципалитета сливаются. В этой ситуации возможны два варианта действий:
- если муниципалитет, меньший по размерам, присоединяется к городу, в этом случае в отношении объединённого населённого пункта следует использовать название города;
- муниципалитет с церковным приходом присоединяется к муниципалитету с церковным приходом более высокого уровня, в этом случае следует использовать историческое название прихода более высокого уровня[12].

В других случаях топоним следует выбирать из исторических топонимов региона. Во многих случаях существуют исторические административные структуры, которые охватывают район сливающихся муниципалитетов. Если такие исторические названия непригодны для использования, следует использовать название наиболее известных деревень в этом районе. Чтобы не создавать при этом путаницы, новое название не должно включать название провинции или региона. Новое название ни в коем случае не должно состоять из двух частей, поскольку использование такого названия на финском языке грамматически сложно. Также следует избегать названий путём слияния уже существующих.
Если объединённые муниципалитеты образуют двуязычный муниципалитет, то финское название, выбранное для муниципалитета, должно быть таким, чтобы его шведский вариант был легко узнаваемым. Шведское название нового муниципалитета должно быть разработано в соответствии с теми же принципами, что и в других топонимических планах.

### на русском языке
- Басик С. Н. Общая топонимика. — Минск: БГУ, 2006. — С. 200.
- Жучкевич В.А. Общая топонимика. Издание 2-е, исправленное и  дополненное. — Минск: Вышэйная школа, 1968. — С. 432.
- Инструкция по русской передаче географических названий Финляндии / Сост. Л. И. Аненберг; Ред. Л. И. Розова. — М., 1982. — 41 с.
- Никонов В.А. Краткий топонимический словарь / ред. Е.И.Белёв. — М.: Мысль, 1966. — 509 с. — 32 000 экз.
- Поспелов Е. М. Географические названия мира. Топонимический словарь / отв. ред. Р. А. Агеева. — 2-е изд., стереотип. — М.: Русские словари, Астрель, АСТ, 2002. — 512 с. — 3000 экз. — ISBN 5-17-001389-2.
- Словарь географических названий зарубежных стран / А. М. Комков. — М.: Недра, 1986. — 459 с.

### на английском языке
- TOPONYMIC GUIDELINES FOR MAP EDITORS AND OTHER EDITORS, FINLAND, (v. 4.2). — UNITED NATIONS GROUP OF EXPERTS ON GEOGRAPHICAL NAMES, 2006.